# أبروهوم نورو
أبروهوم نورو (بالسريانية:ܐܒܪܗܡ ܢܘܪܐ - ابروهوم نورو) هو ملفان ومؤلف سرياني آرامي ولد في مدينة الرها عام 1923 وبعدها بعام هاجر مع عائلته إلى حلب، ونال البكلوريا فيها.
وبعدما ان تلقى علومه في المدارس السريانية هناك انتسب إلى كلية الضباط في حمص، الا انه تركها إلى كلية الحقوق بجامعة مار يوسف في بيروت حيث صرم سنة ومنصف السنة وتركها بسبب مرضه، وعلّم في المياتم السريانية في بيروت فترة من الزمن، وعاد إلى حلب حيق أسس اخوة (ايتاس) (ܐܝܬܐܣ) مع رهط من رفاقه اهتموا بتعليم اللغة الآرامية السريانية وآدابها للشبيبة من الجنسين.

## حياته العملية
تميّز الملفونو ابروهوم بحماسه الشديد ومحبته الفائقة للغته الآرامية السريانية، وقد تفوّت مع الايام، وتمكن من استنطاب كلمات وتعابير وتسميات سريانية جديدة.
زار عام 1967 معظم آبرشيات السريان وآلّف كتابا سمّاه (جولتي ܟܪܘܟܝܐ ܕܝܠܝ) وهو عبارة عن بيان احصائي جاء فيه على ذكر الاباء السريان والمهتّمين باللغة الآرامية السريانية وآدابها.
وله ايظاً خطب ومقالات وقصائد عديدة، وآلّف كتاب لتعليم اللغة الآرامية السريانية بأسلوب حديث سمّاه (ܣܘܠܩܐ) طبع في هولندا عام 1989 - واقام عدة دورات بطريقة (سولوقو) التصاعدية في حلب وبيروت وأوروبا مع مجموعة من الكاسيتات وشرائط الفيديو لتعليم اللغة الآرامية السريانية بسرعة وسهولة.